# 義民中學案
義民中學案，又稱台灣省工作委員會中壢支部姚錦等叛亂案、姚錦等叛亂案、客家中壢事件、中壢支部案，是發生在1951年，主要成員屬於省工委中壢支部，以代理校長姚錦為案首的白色恐怖案件。

## 事件經過
1946年新竹州客家十五大庄之信仰中心「褒忠亭」（新埔義民廟）捐資興辦了一所初中「義民中學」，首任校長為新竹州律師朱盛淇擔任，校址位於今桃園中壢。

省立基隆中學校長鍾浩東與蕭道應曾經在中國加入丘念台的東區服務隊，投身抗戰，從事教育工作，在廣東時蕭道應結識了姚錦夫婦，抗戰結束後邀請姚錦到台灣從事教育工作。姚錦，廣東順德人，由於是來自客家原鄉，戰後甫到台灣即可融入新竹地區的客家庄，1946年6月，朱盛淇邀請姚錦擔任義民中學教導主任兼代理校長一職，然而，因朱盛淇參加新竹縣長選舉當選，姚錦實質是義民中學校長。

姚錦對學生非常照顧，住在學校宿舍並與姚老師共同搭伙考取師院(台灣師範大學)的范榮枝回憶：「那時候的老師跟以前的日本老師基本上是不同。你那時候在國小的話，是本省老師也不會對老師..老師對學生會那麼好。跟父母一樣子，知道我們不習慣呀，還會撥撥我們肩膀。」，1947年228事件發生時，同校台灣籍教師秦瑞昌請姚錦躲在宿舍而逃過一劫。
1946年二戰結束後，鍾浩東與蕭道應在東區服務隊的戰友黎明華從廣東來台謀職，黎明華來台時先在台北商校服務。228事件時在台北遭到暴民毆打，躲藏於蕭道應家中逃過一劫，因此暫住蕭道應家中。228事件以及國府三大戰役失利，台灣知識階層對政府感到失望，省工委組織急速擴張，鍾浩東、蕭道應等人都先後加入共產黨，當時洪幼樵與張志忠積極發展組織，黎明華在廣東時思想左傾，後來更離開東區服務隊加入中共在廣東的東江縱隊，因此恢復與組織的關係，黎明華透過蕭道應介紹到義民中學擔任教職。同時，在東江縱隊的戰友徐新傑、鍾履雙也聘任到義民中學。
黎明華進入義民中學後，向代理校長姚錦引薦張志忠、洪幼樵等人，黎明華在義民中學的廣東同鄉黃賢忠也被吸收加入省工委，黃賢忠介紹邱興生加入，姚錦吸收師院生范榮枝、劉鄹昱，以及徐代德與徐代錫，徐代錫在中壢鎮公所，將中壢地區的農工等社會統計資料提供給姚錦，另一名教師丁潔塵則受代理校長姚錦說服與丈夫樊志育提供自傳加入。
光明報事件爆發後鍾浩東等人很快被逮捕，與鍾浩東有聯繫的黎明華開始逃亡，1951年7月黎明華落網後退出省工委，將相關案件供出，義民中學案1951年7月24遭調查局破獲，本案相關共有樊志育、丁潔塵、范榮枝、徐代德、邱興生、姚錦、徐代錫、黃賢忠、劉鄹昱、麥錦裳、楊環、邱慶麟等12人，其中邱興生、姚錦、徐代錫、黃賢忠四人遭判死刑，樊志育、丁潔塵、范榮枝、徐代德等判10年徒刑，劉鄹昱、麥錦裳(姚錦妻)、楊環(黃賢忠妻)各5年徒刑，邱慶麟無罪但遭到羈押26日。
劉鄹昱在回憶錄中提及將陳正宸在獄中教唱的《追悼歌》譜寫傳遍軍法處，凡有同志犧牲時，就有人唱出來紀念死難同志。
安息吧死難的同志，別再為祖國擔憂；

你流的血照亮著路，我們會繼續前走。

你是真值得驕傲，更使人惋惜悲傷。

冬天有淒涼的風，卻是春天的搖籃。

安息吧死難的同志，別再為祖國擔憂；

## 平反
2018年10月5日，促進轉型正義委員會促轉三字第1075300110B號函文，正式撤銷受難者林慶雲君等1270人之刑事有罪判決暨其刑，其中(41)安潔字第 1059 號，有關本案劉鄹昱、楊環、麥錦裳、姚錦、黃賢忠、邱興生、徐代錫、范榮枝、徐代德意圖以非法之方法顛覆政府而著手實行之有罪判決暨其刑及沒收之宣告正式撤銷。